# 恒丰乡 (珙县)
恒丰乡，是中华人民共和国四川省宜宾市珙县曾经下辖的一个乡。2019年8月，撤销仁义乡和恒丰乡，将其所属行政区域划归孝儿镇管辖。

## 行政区划
恒丰乡撤销前下辖以下地区：
丰田村、五林村、林里村、上洛村、中洛社区村、下洛村、瓦厂村、杨义村、农群村、黄柏村和石牌村。